# Jardín de Baldha
El Jardín Baldha es un  jardín botánico de 3.15 acres (12,700 m²) de extensión  localizado en "Wari" en la parte antigua de la ciudad de Daca, la capital de Bangladés. 
El código de identificación del Baldha Garden como miembro del "Botanic Gardens Conservation Internacional" (BGCI), así como las siglas de su herbario es BAL.

## Localización
El Baldah Garden actualmente está administrado por el Departamento Forestal como un jardín botánico satelital del "Jardín botánico nacional de Bangladés".
Baldah Garden Wari Daca, Bangladés.
Planos y vistas satelitales.23°43′6.2394″N 90°25′4.44″E / 23.718399833, 90.4179000

## Historia
Fue establecido en 1904 y abierto al público en 1909.
Es una creación única del filántropo, naturalista, Narendra Narayan Roy Chaudhury, el propietario de Baldha.

## Colecciones
El jardín botánico se encuentra dividido en dos partes "Psyche" y "Cybele".
Alberga más de 15.000 plantas de unas 600 especies, de 335 géneros y 87 familias de climas cálidos. 
Son de destacar sus colecciones de:
- Lirios de agua
- Orquídeas
- Plantas de flor base de alimentación de insectos.

Entre sus especies singulares son de destacar un gran Baobab  (Adansonia digitata) que fue recolectado en África y aclimatado al jardín. También se encuentran las famosas camellias que inspiraron a Rabindranath Tagore su reconocido poema 'Camelia' durante su visita a este jardín a finales de 1920.